# ニューレキシン
ニューレキシン（英: neurexin、略称: NRXN）は、シナプス前細胞接着タンパク質のファミリーの1つであり、シナプスにおいて神経細胞を連結する役割を果たしている。大部分はシナプス前膜に局在し、1つの膜貫通ドメインを有する。細胞外ドメインはシナプス間隙のタンパク質と相互作用し、最も特筆すべきものはニューロリギンとの相互作用である。一方、細胞内の細胞質ドメインはエキソサイトーシスと関係するタンパク質と相互作用する。ニューレキシンとニューロリギンとの結合（"shake hands"と呼ばれる）は、2つの神経細胞間を連結し、シナプスを作り出す。ニューレキシンはシナプスを経由するシグナル伝達を媒介し、またシナプスに特異性をもたらすことで神経ネットワークの性質に影響を及ぼす。ニューレキシンはクロゴケグモ毒に含まれる脊椎動物特異的毒素であるα-ラトロトキシンの受容体であることが発見されている。α-ラトロトキシンはシナプス前部の受容体に結合し、神経伝達物質の大量放出を引き起こす。ヒトでは、ニューレキシンをコードする遺伝子の変化は自閉症のほか、トゥレット症候群や統合失調症などの認知機能障害への関与が示唆されている。

## 構造
哺乳類では、ニューレキシンは3種類の遺伝子（NRXN1、NRXN2、NRXN3）によってコードされている。これらの遺伝子はそれぞれ、上流のα、下流のβと呼ばれる2つの異なるプロモーターによって制御されており、α-ニューレキシン1–3とβ-ニューレキシン1–3が生じる。さらに、α-ニューレキシンは5か所、β-ニューレキシンは2か所で選択的スプライシングが生じ、その結果2000種類以上のニューレキシンのバリアントが生じる可能性がある。これらのバリアントによってシナプスの特異性が決定されていることが示唆されている。
ニューレキシンは、ラミニン、スリット、アグリンやその他、軸索誘導やシナプス形成に関与するタンパク質と構造的に類似している。α-ニューレキシンとβ-ニューレキシンは細胞内ドメインは同一であるが、細胞外ドメインが異なる。α-ニューレキシンの細胞外ドメインは3つのニューレキシンリピートから構成され、そのそれぞれにLNS（laminin, neurexin, sex-hormone binding globulin）-EGF-LNSドメインが含まれている。α-ニューレキシン1はニューロリギンやGABA受容体などさまざまなリガンドと結合する。β-ニューレキシンはα-ニューレキシンよりも短く、LNSドメインを1つだけ有する。β-ニューレキシンはニューロリジンの受容体として機能する。その他、β-ニューレキシンは血管新生に関与していることも知られている。
α、β双方の短い細胞内領域のC末端には、シナプトタグミンが結合するほか、CASKやMintのPDZドメインが結合する。こうした相互作用は、細胞内のシナプス小胞と膜融合のためのタンパク質との連結を形成している。このように、ニューレキシンはシナプス前後の装置の組み立てに重要な役割を果たしている。
シナプス間に位置するLNSドメインには機能的領域が存在し、また3つのスプライス部位を有するループによって形成される可変性の高い表面である。この領域は配位したCa2+イオンに囲まれた、ニューロリギンの結合部位となっており、化学シナプスの結合部位でニューレキシンとニューロリギンのCa2+依存的複合体を形成する。

## 発現と機能
ニューレキシンは神経細胞中に散在しており、神経細胞が成熟するにつれてシナプス前終末に濃縮されるようになる。ニューレキシンは膵島のβ細胞にも存在するが、この部位での機能は未解明である。ニューレキシンとニューロリギンは双方向的なコミュニケーションを行っており、この双方向的シグナルはシナプス形成を補助し、神経ネットワーク修飾の重要な構成要素となっている。これらのいずれかを過剰発現するとシナプス形成部位の増加が引き起こされることから、ニューレキシンがシナプス形成に機能的役割を果たしていることが支持される。逆に、β-ニューレキシンの相互作用を遮断することで興奮性・抑制性シナプスの数は減少する。しかしながら、ニューレキシンがシナプス形成を促進する正確な機構は不明である。1つの可能性として、β-ニューレキシンの細胞質テールの末端でアクチンが重合し、シナプス小胞の捕捉、安定化と蓄積が行われることや、β-ニューレキシンの小さなクラスターにリクルートされた足場タンパク質によってさらに多くのβ-ニューレキシンがリクルートされるというフィードフォワードサイクルが形成されることによって、シナプスの大きな接触部位が形成されると考えられている。

## 結合パートナー

### ニューロリギンとの結合

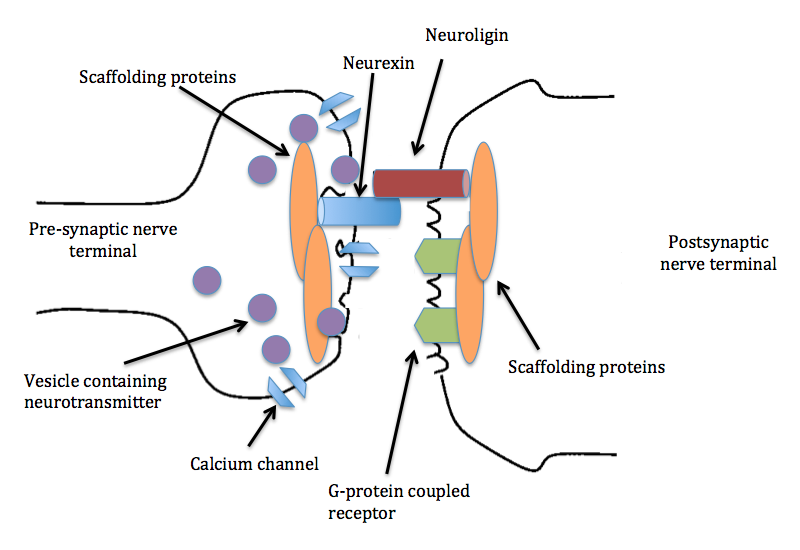
ニューレキシンとニューロリギンの間のシナプス間結合によって、シナプス前後の装置が組織化される。リクルートされるのは足場タンパク質のほか、NMDA受容体、CASK、シナプトタグミンといったシナプス構成要素であり、シナプスが存在するためにはこれらすべてが必要である。

ニューレキシンとニューロリギンの組み合わせや、これらをコードする遺伝子の選択的スプライシングによってニューロリギンとニューレキシン間の結合は制御されており、シナプスの特異性が高められている。ニューレキシン単独でもシナプス後細胞のニューロリギンを樹状突起へリクルートすることができ、神経伝達物質受容体やその他のシナプス後タンパク質装置のクラスター形成が引き起こされる。また、パートナーとなるニューロリギンはニューレキシンをリクルートすることでシナプス前終末の形成を誘導する。このように、シナプスの形成は両タンパク質によって双方向的に開始される。ニューレキシンとニューロリギンはグルタミン酸作動性（興奮性）シナプスとGABA作動性（抑制性）シナプスの双方の形成を調節する。ニューレキシンとニューロリギンの結合によってシナプスの入力のバランスが保たれており、また興奮性・抑制性接触の適切なバランスが維持されていることが示唆されている。

### その他の相互作用パートナー

#### ジストログリカン
ニューレキシンはニューロリギンに結合するだけではない。ニューレキシンの他の結合パートナーとして、ジストログリカンがある。ジストログリカンはCa2+依存的に、α-ニューレキシンのスプライス挿入部位を欠くLNSドメインに選択的に結合する。マウスでは、ジストログリカンの欠失によって長期増強が損なわれ、また筋ジストロフィーに類似した発生の異常がみられる。しかしながら、基底レベルでのシグナル伝達は正常である。 

#### ニューレキソフィリン
ニューレキソフィリン（neurexophilin）もニューレキシンに結合することが知られている。ニューレキソフィリンはシナプス間隙に存在し、膜には結合していない。ニューレキソフィリンの結合はCa2+非依存的であり、α-ニューレキシンの2番目のLNSドメインのみに結合する。ニューレキソフィリンのノックアウトマウスで驚愕反応の増加や協調運動障害がみられることは、ニューレキソフィリンが特定の回路において機能的役割を果たしていることを示している。

#### ラトロフィリン
ラトロフィリンは、シナプス後膜に位置する細胞接着型Gタンパク質共役受容体である。ラトロフィリンを持たないマウスでは、錐体ニューロンで興奮性シナプスの喪失が引き起こされる。ニューレキシンと結合したラトロフィリンは、入力軸索に対するシナプス後認識分子として機能することが示されている。

#### セレベリン
セレベリン（cerebellin）はシナプス間隙へ分泌される低分子量タンパク質である。シナプス間隙では他のセレベリンと結合して六量体を形成し、この六量体が2分子のニューレキシンと結合する。セレベリンはシナプス前部のニューレキシンに結合したまま、シナプス後部のGluD1やGluD2と結合する。GluD1、GluD2はイオンチャネル型グルタミン酸受容体と相同であるが、グルタミン酸受容体としてではなく接着分子として機能する。セレベリンは脳内に広く存在するが、小脳における機能のみが明らかにされている。セレベリンが小脳から除去されると、平行線維のシナプスが約半数に減少する。セレベリンの小脳以外での機能は未解明である。 

#### LRRTM
LRRTMは、ニューロリギンとは異なる構造を持つにもかかわらず、ニューレキシンの同じCa2+結合性エピトープをめぐって競合する。LRRTMはAMPA受容体に結合することも知られている。LRRTMが存在しない場合に興奮性シグナル伝達が失われるのは、この相互作用のためであると考えられている。LRRTMはニューレキシンと最も高い親和性で結合するパートナーであるが、多くが未解明である。

#### C1ql
C1qlの構造はセレベリンに類似しており、複数コピーが重合する分泌型低分子量タンパク質である。C1qlはシナプス間隙に位置してシナプス前部のニューレキシンに結合し、シナプス後部では細胞接着型Gタンパク質共役受容体BAI3と結合する。C1qlの欠失は登上線維の喪失や、興奮性シグナル伝達の全般的喪失を引き起こす。C1qlは、前頭前野、扁桃体や小脳など、脳内に広く存在している。

## 種分布
α-ニューレキシンのホモログは、ショウジョウバエ、Caenorhabditis elegans、ミツバチ、アメフラシを含む、いくつかの無脊椎動物にも見つかっている。キイロショウジョウバエでは、ニューレキシン遺伝子（α-ニューレキシン1種類のみ）はグルタミン作動性神経筋接合部の組み立てに重要である。その機能的役割は、脊椎動物のものと同様である可能性が高い。

## シナプスの成熟における役割
ニューレキシンとニューロリギンは、シナプスの成熟やシナプス強度の調節において活発に機能することが知られている。ノックアウトマウスを用いた研究では、このシナプス間結合はシナプスの数を増加させるのではなく、既存のシナプスの強度を高めることが示されている。マウスではニューレキシン遺伝子の欠失によってシナプス機能は大きく損なわれるが、シナプス構造は変化しない。シナプス機能の喪失は特定の電位依存性チャネルの機能不全によるものである。ニューロリギンやニューレキシンはシナプス形成に必要であるわけではない一方で、シナプスが適切に機能するためには必要不可欠である。

## 臨床的意義
近年の研究によって、ニューレキシンやニューロリギンをコードする遺伝子と、自閉症スペクトラム障害、統合失調症、知的障害などの認知機能障害とが関連づけられている。認知機能障害の理解は未だ困難なものであり、というのもこうした障害では全神経回路の全システムが損なわれているのではなく、ある回路の一部のシナプスに生じるわずかな変化によって特徴づけられるためである。こうしたシナプスのわずかな変化は神経回路の種類に依存して異なる神経症状を引き起こし、その結果異なる疾患への分類がなされている可能性がある。認知機能障害とこれらの遺伝子の変異との関係には異論も存在し、こうした認識機能障害が生じる根底機構を理解するためにはさらなる研究が必要とされている。

### 自閉症
自閉症は、社会行動やコミュニケーションの質的欠陥（制限された、反復的な行動パターンであることが多い）によって特徴づけられる神経発達障害である。自閉症スペクトラム障害には、小児期崩壊性障害（CDD）、アスペルガー症候群（AS）、特定不能の広汎性発達障害（PDD-NOS）も含まれる。ASD患者のごく一部では、ニューレキシンまたはニューロリギンをコードする遺伝子の1つに変異がみられる。ニューレキシンはシナプスの機能と連結に重要であり、ニューレキシンを欠失した個体では広範囲の神経発達関連表現型がみられる。このことは、ニューレキシンの欠失がASDのリスクを高め、またシナプスの機能不全が自閉症の原因となっていることを支持する強力な証拠となっている。α-ニューレキシン2（Nrxn2α）ノックアウトマウスを用いた実験では、Nrxn2αの喪失がマウスにおける自閉症関連行動の原因となるという因果関係が示されている。

### 統合失調症
統合失調症は、複数の遺伝子や環境曝露がその発症に関与している精神神経疾患である。NRXN1遺伝子の欠失は統合失調症のリスクを高めることが示されている。神経発達症候群の根底には、コピー数多型（CNV）と呼ばれるミクロレベルのゲノム重複や欠失があることが多い。統合失調症患者のゲノムワイドスキャンからは、1つ以上の遺伝子に欠失または重複による稀な構造的多型が存在することが示唆されている。こうした研究から示されるのはリスクの上昇のみであり、認知機能障害発症の根底機構を明らかにするためにはさらなる研究が必要とされている。

### 知的障害とトゥレット症候群
統合失調症と同様に、NRXN1の欠失は知的障害やトゥレット症候群との関連も示されている。NRXN1からNRXN3は生存に必須であり、神経発生において重要かつ互いに重複する役割を果たしていることが示されている。トゥレット症候群の一部では、ニューレキシン遺伝子がゲノム組換えによって破壊されている。他の研究では、ニューレキシンの相互作用パートナーであるNLGN4Xの変異も幅広い精神神経疾患との関連が示されており、その保因者である母親でも軽度の症状がみられる。